# Flygplats

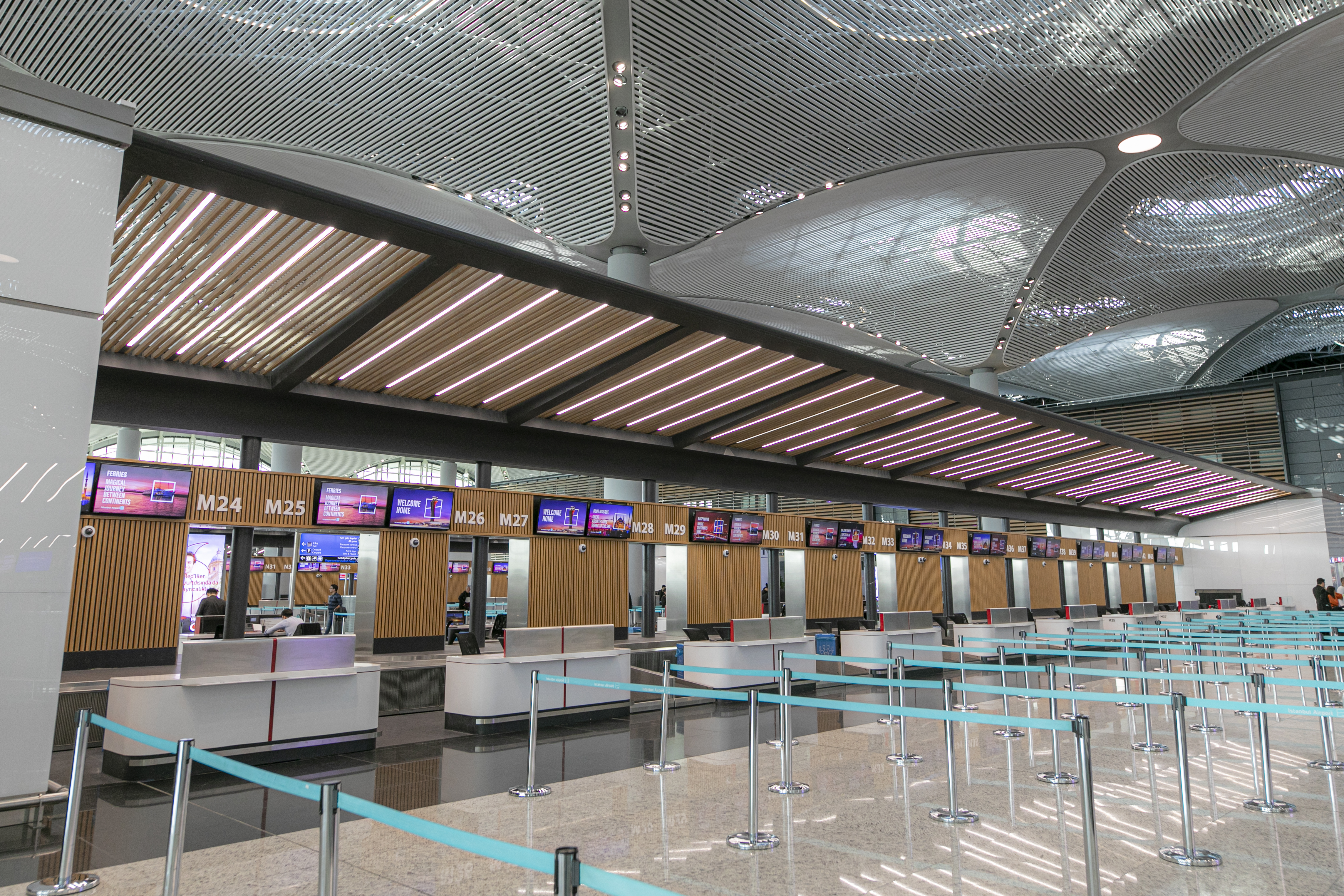
Check in-diskar på Istanbuls flygplats, Istanbul, Turkiet.

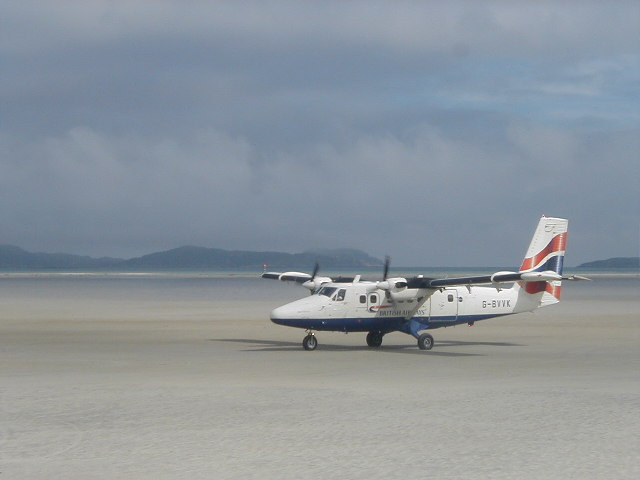
Barra Airport, Yttre Hebriderna, Skottland, där stranden används som landningsbana.

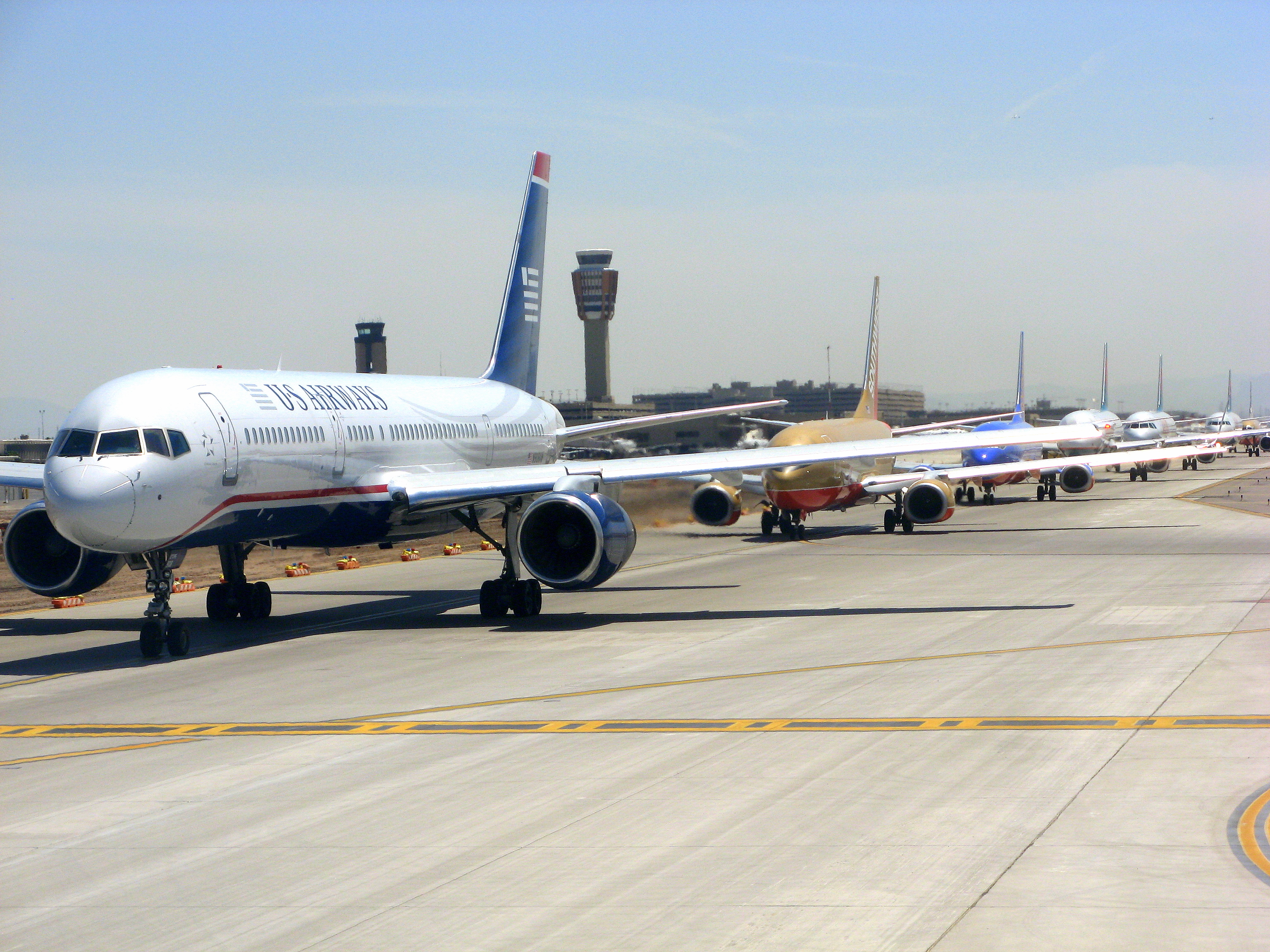
Taxande flygplan på Phoenix Sky Harbor International Airport, Phoenix, Arizona, USA.

Flygplats kallas en plats där flygplan startar och landar. Benämningen flygplats används oftare inom civil luftfart än inom militär dito. Inom det senare används istället det specifika ordet flygbas eller det mer allmängiltiga ordet flygfält. Jämför även flygflottilj. När en flygflottilj delar flygfält med en civil flygplats preciseras ibland den civila delen som flygstation.
Flygplatser för sjöflygplan var framför allt vanliga under 1920- och 30-talen, och kallades flyghamn, såsom Lindarängens flyghamn. Denna beteckning (eller lufthamn) är fortfarande gängse i många främmande språk, till exempel airport (engelska), aéroport (franska), Flughafen (tyska), lufthavn (danska/norskt bokmål) och lufthamn (nynorsk).

## En flygplats utrustning

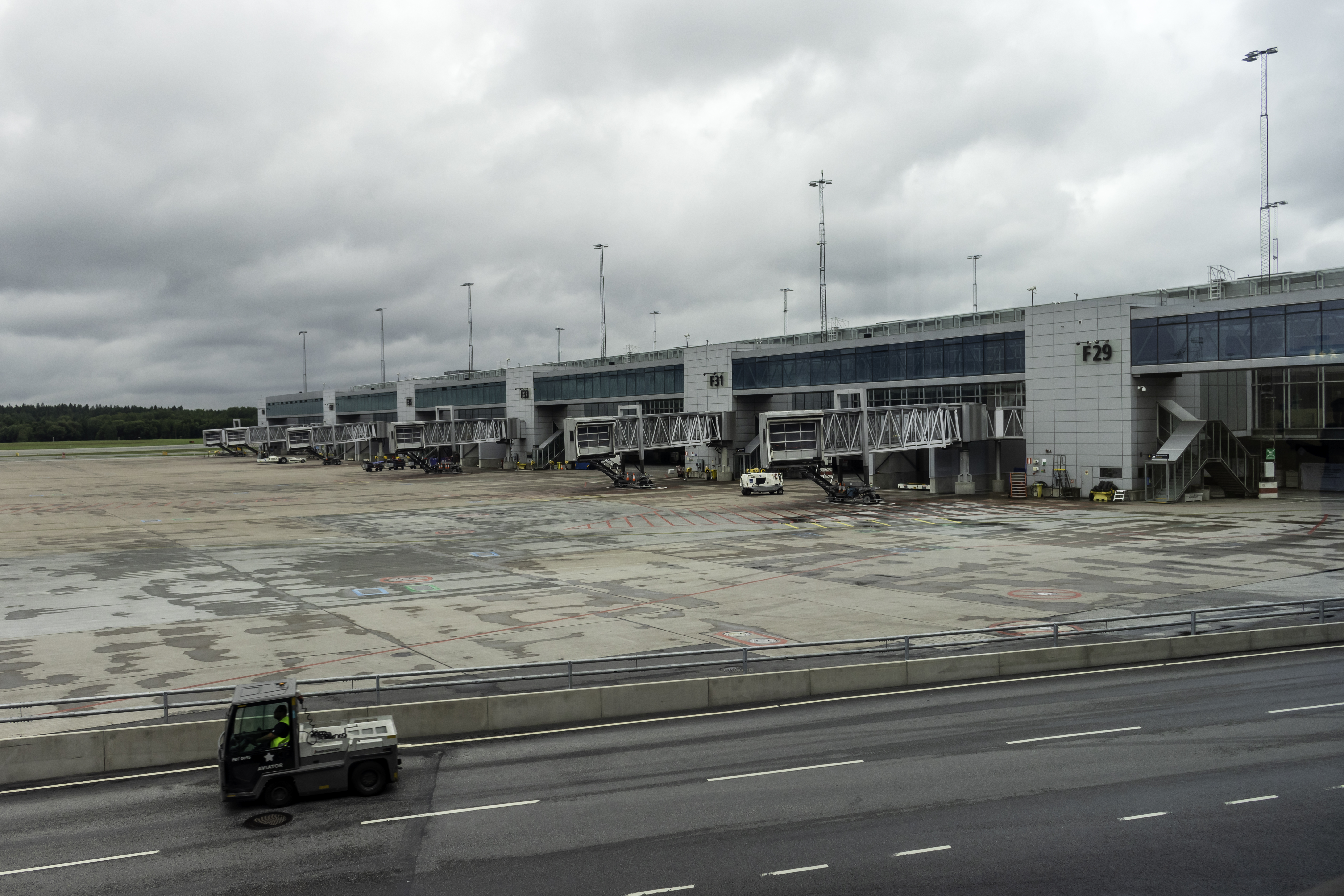
En flygplatsterminal, terminal 5 på Arlanda i Sverige.

Varje flygplats har minst en rullbana, även kallad start- eller landningsbana, där flygplanen startar och landar. Större flygplatsers landningsbanor är belagda med asfalt eller betong och flera kilometer långa så att även tunga flygplan har utrymme att accelerera och bromsa med tillräckliga säkerhetsmarginaler, medan de minsta banorna kan vara gräsfält som oftast är ca 400–600 meter. De byggnader på större flygplatser som underlättar hanterandet av passagerare och gods kallas terminaler (passagerar- och godsterminaler). Från terminalen går passagerarna ut till sitt flygplan via en utgång (engelska "gate") som antingen helt enkelt är en dörr ut till plattan där flygplanen står (ofta går det buss ut på plattan på större flygplatser), eller en embarkeringsbrygga, även kallad finger, som dockar med flygplanet. Plattan förbinds med rullbanorna via taxibanor. De största flygplatserna har flera terminaler som har varsin uppsättning av incheckningsområde, utgångar, butiker, säkerhetskontroll med mera, medan mindre flygplatser endast har en terminal. Flygplatser (flygfält) utan passagerartrafik har ofta endast hangarer och till exempel flygklubbslokaler eller kan helt och hållet sakna byggnader.
Flygplatser indelas i instrumentflygplatser och icke-instrumentflygplatser. För att flygplanen som trafikerar instrumentflygplatser ska kunna landa i dåligt väder krävs att det finns instrumentinflygningshjälpmedel. Det vanligaste systemet idag är instrumentlandningssystemet (ILS). ILS:en består i huvudsak av tre olika delar. Först finns en kurssändaren (Localizer) som är en antenn som sänder ut radiovågor i banans riktning för att på så vis ge flygplanen en indikation på hur de ligger till i sidled i förhållande till banan. Vidare finns en så kallad glidbana (Glidepath) som är en antenn placerad intill flygplanens landningspunkt på banan. Denna sänder ut en radiostråle som skall ge flygplanen information om hur de ligger till i höjdled i förhållande till en bestämd glidbana (normalt cirka 3 grader). Sista delen av ILS-systemet är så kallade fyrar (Markers) som sitter längs bestämda avstånd från banan och sänder ut ljudsignaler i flygplanet, och ger information om hur långt ut från banan flygplanet befinner sig. Fyrarna kan dock ersättas med Distance Measuring Equipment (DME), som är en sorts radiofyr som kontinuerligt sänder ut flygplanets avstånd från antennen. Inflygningen genomförs till en viss höjd och om piloterna då inte ser banan måste de avbryta landningen och stiga igen. På icke-instrumentflygplatser landar man alltid i "bra" väder men man kan genomföra starter i ned till 600 meter sikt.
Internationella flygplatser är av säkerhetsskäl och bekvämlighetsskäl inbyggda, det vill säga att de flesta passagerare går inomhus från att de anländer till flygplatsen tills de sitter på flygplanet (undantaget då planen inte kopplas till en brygga utan stannar på plattan, man har dock koll på passagerarna ändå). Internationella flygplatser måste hålla kontroll över passagerarströmmar med hjälp av rörelsefrihetsbegränsande anordningar (väggar, vändkors m.m.). De personer som passerat boardingkontrollen får till exempel inte gå bakåt i systemet och inte heller sammanblandas med andra passagerare, för att ingen ska kunna skicka en väska utan att åka själv. Dessutom måste utrikes anländande hållas separerade tills de passerat passkontrollen.
De allra största flygplatserna har ofta mycket goda kommunikationer med omvärlden. Till dessa brukar någon motorväg ansluta direkt till flygplatsen och många av dessa har även en järnvägsstation. Exempel på flygplatser med detta är Arlanda och Kastrup.
Mindre flygplatser drivs ofta i kommunal eller privat regi. På de flesta av dessa finns en flygklubb som genomför flygutbildning och vars medlemmar delar på flygplansägandet.

### Säkerhet
I flygets ungdom var kontrollen av passagerarna och deras bagage i stort sett obefintlig, men efter ett antal kapningar under 1960-talet infördes olika typer av kontroll i början av 1970-talet, bland annat metalldetektorer och röntgen av handbagage. Kapningarna minskade sedan kraftigt men inte helt och först efter 11 september-attackerna 2001 infördes strängare kontroller så som att man inte fick ha med vissa saker i handbagaget som till exempel vätskor eller vassa föremål. Först efter 2001 infördes säkerhetskontroll på inrikesflygningar i Sverige, Norge och vissa andra länder som såg sig som länder med låg risk. Säkerheten har även utvecklats sedan dess men ser olika ut på olika flygplatser. På en internationell flygplats i Israel till exempel är säkerheten högre än på en inrikesflygplats i Norrlands inland i Sverige i och med den större risken för terrorism på den först nämnda. De säkraste flygplatserna har utöver metalldetektorer, röntgen och restriktioner för vad man får ha med sig, i vissa fall bland annat även värmeskanning av ansiktet för att se eventuell aggression i och med ökat blodflöde, olika typer av säkerhetsfrågor man måste svara på innan man får kliva ombord samt att man får ta av sig bland annat ytterkläder och skor för skanning. Den ökade säkerheten efter 11 september-attackerna har i stort sett eliminerat de flesta former av flygplanskapning men hotet kommer nog aldrig helt att elimineras i och med att brottsligheten även följer utvecklingen.

## Flygplatskoder
Större flygplatser betecknas med en flygplatskod på tre bokstäver som utfärdats av internationella lufttransportförbundet (IATA). Bokstäverna i koden väljs så de anknyter till flygplatsens namn, men brist på lediga beteckningar resulterar ibland i konstiga beteckningar som MXX för Mora flygplats. Dessa koder används mest för biljetter och bagage.
Det finns även fyrabokstavskoder för flygplatser (platsindikator) som utfärdas av internationella civilluftfartsorganisationen (ICAO). Dessa har en logisk geografisk uppbyggnad där till exempel alla flygplatser i Nordeuropa börjar med bokstaven E och andra bokstaven för svenska flygplatser är S. Till exempel Kalmar flygplats har koden ESMQ. De används av piloter och flygledare mm.

## Internationella flygplatser
Internationella flygplatser är flygplatser med reguljärt utrikesflyg.
Exempel på internationella flygplatser (med IATA-kod och ICAO-kod):

### Nordens största flygplatser
(preliminära antal passagerare 2017)
- Kastrup 29,3 miljoner
- Oslo Gardermoen 27,4 miljoner
- Stockholm Arlanda 26,6 miljoner
- Helsingfors Vanda 18,8 miljoner
- Keflavik 8,7 miljoner
- Göteborg Landvetter 6,8 miljoner
- Bergen Flesland 5,7 miljoner
- Trondheim Værnes 4,5 miljoner
- Stavanger Sola 4,2 miljoner
- Billund 3,4 miljoner
- Stockholm Bromma 2,6 miljoner
- Tromsø Langnes 2,2 miljoner
- Malmö Sturup 2,2 miljoner
- Stockholm Skavsta 2,1 miljoner

### Europas största flygplatser
- London-Heathrow flygplats (London) (LHR, EGLL)
- Paris-Charles de Gaulle flygplats (Paris) (CDG, LFPG)
- Frankfurt Mains flygplats (Frankfurt am Main) (FRA, EDDF)
- Adolfo Suárez Madrid-Barajas flygplats (Madrid) (MAD, LEMD)
- Amsterdam-Schiphols flygplats (Amsterdam) (AMS, EHAM)

### Världens största flygplatser
- Hartsfield–Jackson Atlanta International Airport (Atlanta) (ATL, KATL)
- Pekings internationella flygplats (Peking) (PEK, ZBAA)
- London-Heathrow flygplats (London) (LHR, EGLL)
- O'Hare International Airport (Chicago) (ORD, KORD)
- Haneda Airport (Tokyo) (NRT, RJTT)